# Harry Bakwin
Pour les articles homonymes, voir Bakwin.
Harry Bakwin, né le 9 novembre 1894 à Utica (New York) et mort le 25 décembre 1973 à New York, est un pédiatre américain.

## Biographie
Né en 1894 dans une famille juive, il obtient un doctorat en médecine au Columbia University Vagelos College of Physicians and Surgeons (en) en 1917. Il devient professeur de pédiatrie à l'université de New York.
Il épouse en 1925 Ruth Morris. Le couple aura quatre enfants : Edward Bakwin, Michael Bakwin, Barbara Bakwin Rosenthal et Patricia Bakwin Selch.
Bakwin a écrit de nombreux articles concernant les enfants, souvent avec sa femme. L'article de 1931 du Journal of Clinical Investigation, Body Build in Infants compare les dimensions externes des nourrissons malades aux dimensions d'enfants en bonne santé. Avec sa femme, il a écrit le texte médical de référence, Clinical Management of Behavior Disorders in Children (Gestion clinique des troubles du comportement chez les enfants). Avec sa femme il a aussi écrit un premier article sur l'encombrement (Cluttering (en) des troubles de la parole (également appelé tachyphémie) en 1952, des années avant que l'encombrement ne soit couramment discuté. Bakwin a observé que les encombrants pouvaient temporairement surmonter leur défaut d'élocution lorsqu'ils essayaient de le faire.
Peu de temps après leur mariage, Bakwin et sa femme ont commencé à se procurer de nombreuses peintures célèbres, connues sous le nom de Collection Bakwin. Parmi ces tableaux figurait le tableau de Van Gogh, Madame Ginoux, une version que l'artiste a donnée à son frère Théo. La peinture a été détenue dans la collection par leur fils Edward M. Bakwin, jusqu'à ce qu'elle soit vendue aux enchères le 2 mai 2006 chez Christie's à New York, pour plus de 40 millions de dollars (USD). Les Bakwin se sont rendus en Europe chaque année avec leurs quatre enfants et ont acheté des œuvres d'art à exposer dans leur maison de ville de Manhattan. La collection Bakwin comprenait des œuvres de Van Gogh, Cézanne, Gauguin, Modigliani ou encore Picasso. Henri Matisse était représenté par L'Artiste et son Modèle (Matisse), de 1919.